# Dōjinshi

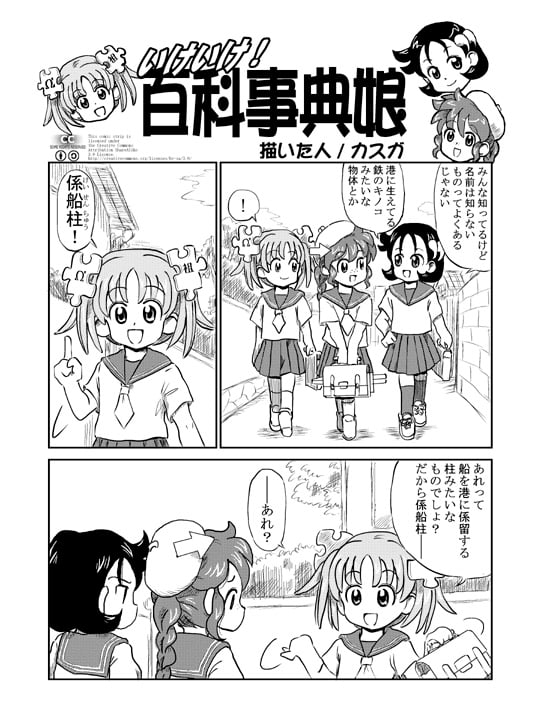

Dōjinshi (japanska: 同人誌, 'kamrattidning'?) är en japansk term för amatörproducerade verk, fanzin.
I västerlandet används termen främst om manga utgiven som i seriefanzin. Ofta handlar dōjinshi om figurer i redan producerade verk, motsvarande västerländsk fanfiction. Dōjinshi har ofta fått inspirera produktionsföretag och professionella mangatecknare. Ett exempel på det är yaoi, som ursprungligen uteslutande fanns i dōjinshi, men som sedan spridde sig till förlagen.
Det finns flera stora dōjinshi-evenemang varje år, där dōjinshi-skaparna säljer sina produkter direkt till sina läsare. Det största av dessa är Comiket som hålls i Tokyo två gånger om året.
I Japan finns en stor marknad för begagnade dōjinshi. De går bland annat att köpa i begagnade bokhandlar (exempelvis Book Off), och i affärer som Mandarake som specialiserar sig på manga- och animeprodukter.
Inom Hentai är det vanligt med dōjinshi där en författare återanvänder karaktärer ur redan kända verk men i pornografiska sammanhang, vilket har resulterat i en aldrig sinande mängd vuxendōjinshi på internets många skanningsdatabaser, exempelvis webbplatsen e-hentai.